# Halmaj
Halmaj là một thị trấn thuộc hạt Borsod-Abaúj-Zemplén, Hungary. Thị trấn này có diện tích 12,63 km², dân số năm 2010 là 1896 người, mật độ 150 người/km².